# Bulan Julu
Bulan Julu is een bestuurslaag in het regentschap Karo van de provincie Noord-Sumatra, Indonesië. Bulan Julu telt 591 inwoners (volkstelling 2010).